# 毛壳菌素
毛壳菌素（英語：chetomin）是一种有机化合物，化学式C31H30N6O6S4，可见于Chaetomium elatum、Chaetomium globosum等物种。
它的二硫键可以被碘甲烷-硼氢化钠断裂，得到甲硫基衍生物。它的多硫（Sx，x=2~4）衍生物是已知的。